# Storia di Wallis e Futuna
Wallis e Futuna erano state popolate già nell'VIII secolo a.C., come dimostrano manufatti di quest'epoca rinvenuti nell'isola di Futuna. In seguito Futuna entrò sotto l'influenza delle Samoa, mentre a partire dal XIV secolo Wallis subì ripetute invasioni da Tonga, la cui ferocia è stata tramandata oralmente sino ad oggi: le fortezze tongane sono gli unici reperti archeologici di Wallis (le più importanti sono Talietumu e To'oga Toto).

Stemma di Wallis e Futuna

## Storia

### Esplorazione europea

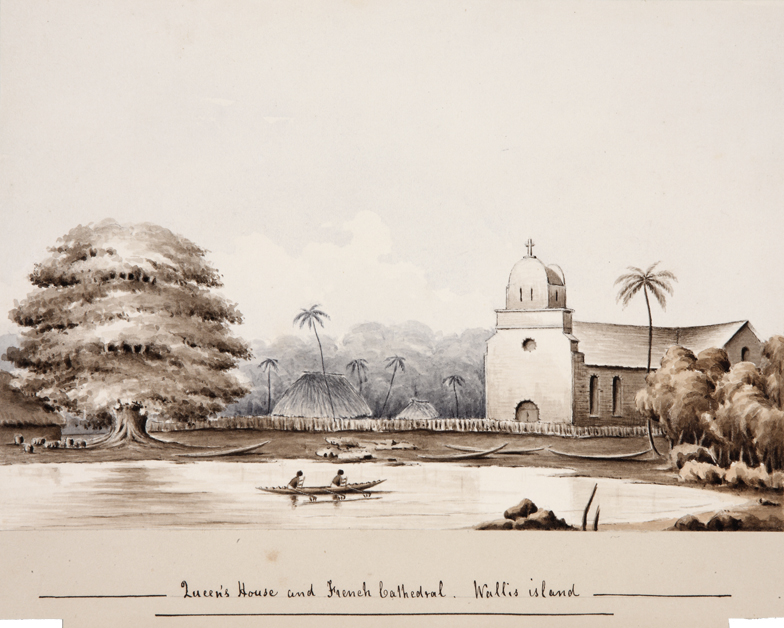
Mata-Utu: la cattedrale

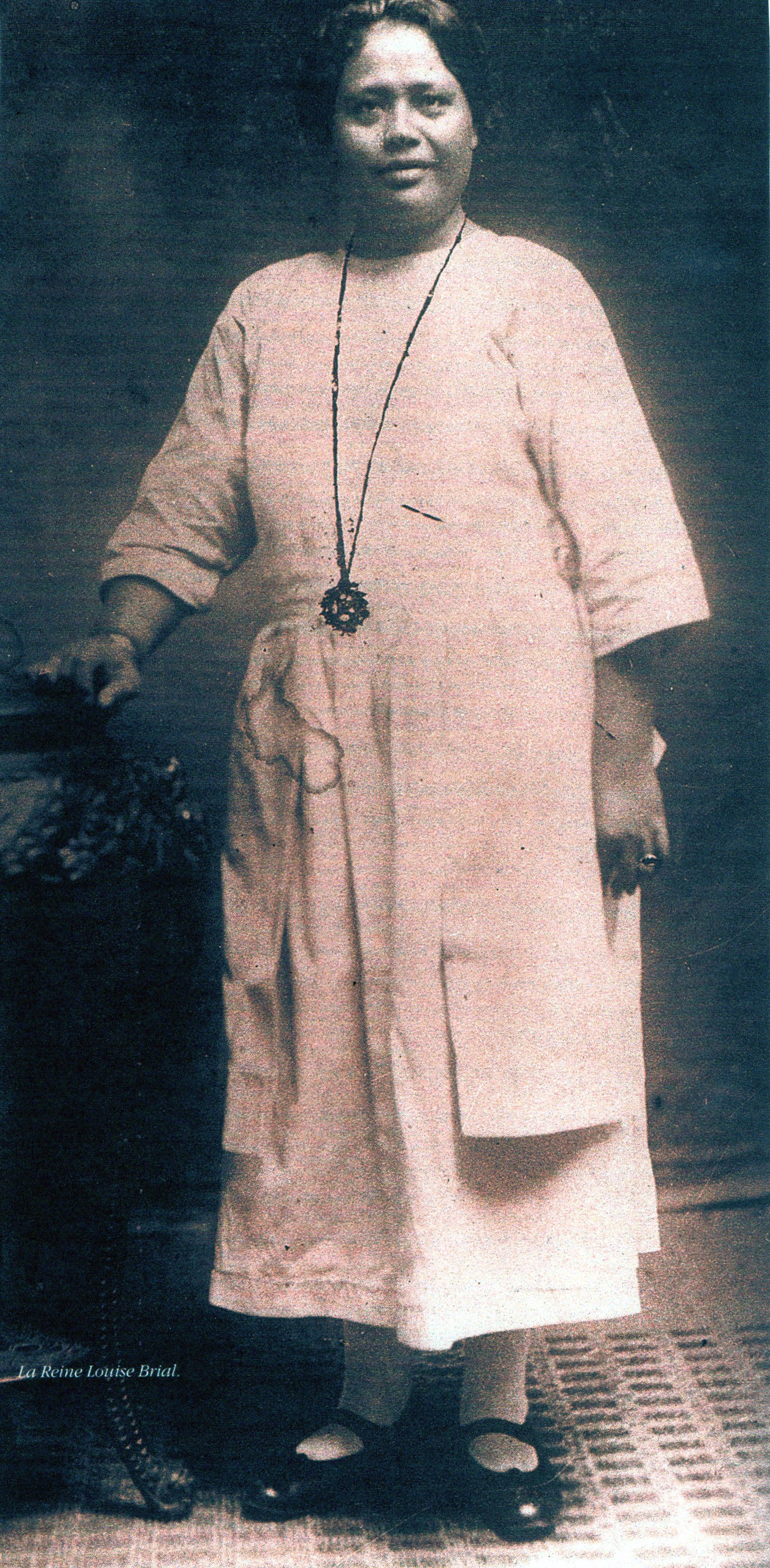
La regina di Uvea Aloisia (1953-1958)

Gli esploratori olandesi Jacob Le Maire e Wilhelm Schouten arrivarono a Futuna il 22 maggio 1616 e la battezzarono con il nome della loro città natale, Hoorn. Dopo gli olandesi giunse in queste zone l'esploratore inglese Samuel Wallis che, dopo avere scoperto Tahiti, nell’attuale Polinesia Francese, arrivò a Uvea (96 km²) nel 1767 e la ribattezzò con il suo nome.

### I tre regni e il protettorato francese
Intorno alla prima metà del XIX secolo le isole divennero meta di balenieri, seguiti da mercanti, pescatori e missionari. I primi ad arrivare, nel 1837, furono i missionari cattolici, tra i quali Pierre Bataillon a Wallis e Pierre Chanel a Futuna. Nel 1841 Chanel fu ucciso dal re Niuluki, atto che valse a Pierre Chanel la santificazione (Santo protettore dell'Oceania). Il 5 aprile 1842 i missionari chiesero la protezione della Francia a seguito della ribellione di parte della popolazione locale.
Il 5 aprile 1887 la regina Amelia di Uvea (nell'isola di Wallis) (20 febbraio 1869-10 marzo 1895) firmò un trattato ufficiale che stabiliva il protettorato francese: l'accettazione era subordinata al mantenimento della sua indipendenza e autorità sui sudditi. I re di Sigave e Tu`a (Alo), nelle isole di Futuna e Alofi, sottoscrissero anch'essi un trattato che costituiva un protettorato di Parigi il 16 febbraio 1888. Le isole vennero poste sotto l'autorità della colonia francese della Nuova Caledonia. La regina Amelia era nipote di Lavelua I (1831-1858) e succedette alla zia Falakika (1858-1869): fu madre dei successivi sovrani Vito Lavelua II, Lusiano Aisake e Mautamakia, che continuerà la discendenza.
L'arcipelago ha una forma di governo originale, con tre monarchie tradizionali (all'interno dei territori d'oltre mare della repubblica francese), in cui i sovrani governano con i consigli eletti e il rappresentante di Parigi. I regni non hanno un sistema ereditario ma aristocratico: le famiglie nobili (aliki) eleggono e destituiscono i re. Il re di Uvea è il capo della gerarchia tradizionale: è assistito dal primo ministro (kivalu) e da cinque ministri, ha il titolo di lavelua e gode di un appannaggio concesso dalla Francia. La dinastia regnante a Uvea è la seconda Takumasiva: dal primo re Muliakaaka (1820-1825) all'attuale Kapiliee Faupala (2008) si sono succeduti 25 sovrani, tra cui quattro regine (Takala, 1829-1830; Falakika; Amelia, Aloisia). La famiglia reale risiede a Mata-Utu nel palazzo vicino alla cattedrale di Notre-Dame de l'Assumption, che ne custodisce le tombe.

### Il Novecento

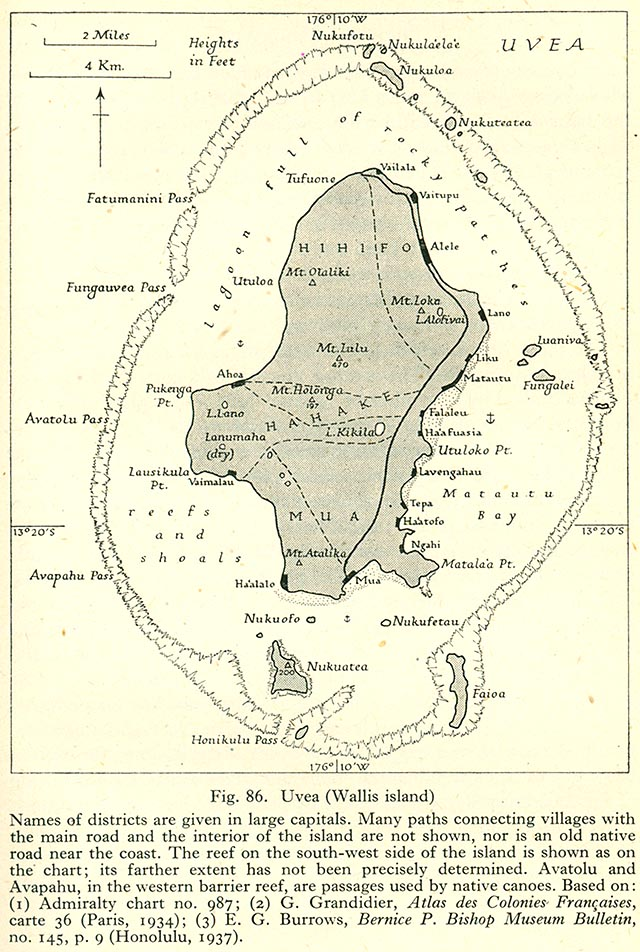
Mappa dell'isola

Nel 1917 i tre regni tradizionali vennero annessi alla Francia e trasformati nella colonia di Wallis e Futuna, sempre sotto l'autorità della Nuova Caledonia.
Durante la seconda guerra mondiale le isole Wallis e Futuna furono l'unica colonia della Francia di Vichy a schierarsi al fianco della madrepatria collaborazionista, nonostante le opposizioni della Nuova Caledonia. L'arrivo della guerra nel Pacifico pose fine a questa situazione e nel maggio del 1942 i cinquemila abitanti di Wallis assistettero allo sbarco di duemila soldati statunitensi. Furono costruiti alcuni campi di aviazione, tra cui quello di Hihifo, tuttora in uso. Da duemila soldati il contingente americano salì a seimila unità.
La regina Aloisia Tautu'u (sposò Mr. Brial) succedette a Soane Toke ed ebbe un regno molto difficile (22 dicembre 1953-12 settembre 1958) a causa dei problemi di convivenza con gli americani: dopo cinque anni lasciò il trono, si ritirò a vita privata e morì nel 1972.
Nel 1959 gli abitanti delle isole votarono per diventare un territorio d'oltremare francese, in vigore dal 29 luglio 1961, ponendo quindi fine al subordinamento alla Nuova Caledonia. Le isole non hanno mai richiesto l'indipendenza, ma godono attualmente di ampia autonomia.
Tra le molte tempeste tropicali che hanno colpito le isole l'ultima tra le più catastrofiche è il ciclone Raja, del 1986. Altra calamità che ha colpito Wallis e Futuna è stato il grande terremoto del 1993 che ha distrutto, tra l'altro, la principale chiesa di Futuna, ricostruita poi a tempo di record in soli otto mesi.

### Il Duemila
Il 7 maggio 2007 è morto il re di Uvea Tomasi Kulimoetoke II, che regnava da oltre quaranta anni (dal 1959). Per sei mesi il paese fu in lutto nazionale. Durante questo periodo era assolutamente vietato parlare di un possibile successore. Il 25 luglio 2008 Kapiliele Faupala è stato eletto re, a dispetto di qualche protesta di alcuni clan reali. Nel maggio 2008 è morto anche il re di Alofi.
I francobolli emessi dalle poste di Wallis e Futuna sono ricercati dai collezionisti.